# Pontus de la Gardie
 (juillet 2011).
Si vous disposez d'ouvrages ou d'articles de référence ou si vous connaissez des sites web de qualité traitant du thème abordé ici, merci de compléter l'article en donnant les références utiles à sa vérifiabilité et en les liant à la section « Notes et références ».
Pontus de La Gardie, de son vrai nom Ponce d'Escoperier, né vers 1530 à Caunes-Minervois, dans l'Aude, et mort à Narva (aujourd'hui en Estonie) le 5 novembre 1585, est un noble français qui fut au service du royaume de Suède.

## Biographie

### Origines et famille
Il est le troisième fils de Jacques Ier d'Escoperier, marchand et bourgeois anobli comme viguier de l'abbé de Caunes et lieutenant de prévôt des maréchaux, sieur de la Gardie, Russol et Ornesons et probablement marié en 1511 avec une fille du riche marchand Armengaud. Ses deux frères aînés sont :
- Auger de La Gardie, l'aîné, qui épouse, en 1562, demoiselle Barbe de Blés, fille de Gabriel de Blés, baron de las Rives, en Rouergue, dont il eut trois enfants décédés sans postérité, ayant été tués jeunes à la guerre, et l'un desquels servait dans les pages du duc de Joyeuse ;
- Étienne de La Gardie, qui forma la branche des La Gardie, en Languedoc.

### Carrière militaire
Jeune, il envisage de devenir prêtre et étudie dans le couvent de Montolieu. Il change d'avis et s'engage en tant que mercenaire d'abord dans le Piémont pour la France, ensuite au service du roi de Danemark qui voulait dominer la Baltique. Promu officier et placé à la tête d'un groupe de mercenaires, il fait par la suite carrière pour le royaume de Suède après avoir été capturé par des troupes de ce pays en 1565 pendant la guerre nordique de Sept Ans à Varberg et envoyé comme ambassadeur en France. Bénéficiant de la reconnaissance royale, nommé chevalier et gouverneur de l'Estonie, vice-roi en 1575, il est chargé de plusieurs ambassades à Rome, puis il commande en chef les troupes suédoises ; il fait face à Ivan le Terrible et il remporte contre lui en 1581 la bataille de Narva, ville stratégique appartenant à la Russie.
Il épouse Sophie Gyllenhielm, une fille naturelle du roi Jean III de Suède, dont il eut trois enfants :
- Johan de La Gardie (sv) ;
- Brigitte ;
- Jacob de La Gardie.

Général en chef des armées suédoises, il transplanta en Suède une branche de la maison de La Gardie, qu'il éleva au premier rang de la noblesse de ce royaume. Il périt naufragé dans la Narva, le 5 novembre 1585.
Son corps fut transporté à Reval, en Livonie, où quatre ans après, Jean de la Blanque de Rasick, son cousin languedocien qu'il avait fait venir auprès de lui, devenu tuteur de ses enfants, lui fait ériger un mausolée de marbre dans la cathédrale Sainte-Marie de Tallinn par le sculpteur Arent Passer.
Son fils Jacob de La Gardie, comte, libre baron du royaume, sénateur, grand connétable de Suède, continua la descendance masculine de Pontus de La Gardie. Il naquit le 20 juin 1583 et mourut en 1652. Il fut marié à Ebba Brahe, fille du comte Magnus, vice-roi de Suède, dont il eut six enfants.
Une de ses descendantes, Hedvig Catharina De la Gardie sera la mère d'Axel de Fersen, le confident de Marie-Antoinette, reine de France.